# Campionati mondiali di pentathlon moderno 1969
I campionati mondiali di pentathlon moderno 1969 si sono svolti a Budapest, in Ungheria. Si sono disputate le gare maschili individuali ed a squadre.

## Risultati

### Maschili
| Evento      | Oro                                                                | Argento                                       | Bronzo                                                 |
| Individuale | András Balczó                                                      | Borys Onyščenko                               | Björn Ferm                                             |
| A squadre   | Unione Sovietica Borys Onyščenko Vyacheslav Byelov Stasys Šaparnis | Ungheria Pál Bakó András Balczó Peter Kelemen | Germania Ovest Walter Esser Elmar Frings Karsten Reder |

## Medagliere
| Posizione | Paese            |   |   |   | Totale |
| --------- | ---------------- | - | - | - | ------ |
| 1         | Ungheria         | 1 | 1 | 0 | 2      |
| 1         | Unione Sovietica | 1 | 1 | 0 | 2      |
| 3         | Germania Ovest   | 0 | 0 | 1 | 1      |
| 3         | Svezia           | 0 | 0 | 1 | 1      |
| Totale    | Totale           | 2 | 2 | 2 | 6      |